# No ardieras
«No ardieras» es el segundo sencillo del álbum de Los Planetas Los Planetas contra la ley de la gravedad.
En No sé ni cómo te atreves colabora Guille Mostaza del dúo Ellos.
Fue el cuarto sencillo más vendido en España en la semana de su publicación.

## Lista de canciones
1. No ardieras 03:16
2. No sé ni cómo te atreves 03:07

## Reediciones
En 2005 se incluyó, en formato CD, en la caja Singles 1993-2004. Todas sus caras A / Todas sus caras B (RCA - BMG). El cofre se reeditó, tanto en CD como en vinilo de 10 pulgadas, por Sony en 2015.
En 2015 Sony BMG Music Entertainment publica el sencillo en vinilo de siete pulgadas en una edición de 500 copias.

## Videoclip
El vídeo promocional fue dirigido por Raúl Víctor y Los Planetas.
Está disponible en el DVD Principios básicos de Astronomía (octubre - Sony Music Entertainment 2009).